# Niedernstöcken
Die Ortschaft Niedernstöcken ist ein Stadtteil von Neustadt am Rübenberge in der niedersächsischen Region Hannover.

## Geographie
Niedernstöcken liegt ca. 20 km nördlich der Kernstadt von Neustadt am Rande des Aller-Leine-Tals im nördlichsten „Zipfel“ des Neustädter Landes. Einzig die Ortschaft Stöckendrebber liegt noch nördlicher. Im Osten wird der Ort von der Leine begrenzt und die nächste Ortschaft ist Esperke. Über die Regionsgrenze hinaus gelangt man in westlicher Richtung in den Ort Rodewald, welcher selbst bis zur Gebietsreform von 1974 zum Landkreis Neustadt am Rübenberge gehörte. Südlich von Niedernstöcken liegt Mandelsloh.

## Geschichte
In der Gegend lebten bereits in der Jungsteinzeit um 5300–5100 v. Chr. Menschen, was durch die 2015 entdeckte linienbandkeramische Siedlung Niedernstöcken belegt ist. Es handelt sich um die erste bekannte Siedlung dieser Kultur in Niedersachsen, die in der norddeutschen Tiefebene liegt.
Am 2. Juli 1033 wurde Stöcken (frühere Bezeichnung der Ortschaft) in einer Schenkungsurkunde Kaiser Konrads an das Martinikloster in Minden unter dem Namen Stocheim erstmals erwähnt. Vor wahrscheinlich 1200 Jahren haben fränkische Siedler hier eine Niederlassung gegründet und ihre Äcker in den Wald vorgetrieben. Auf eine solche Rodung – vielleicht auf dem Gelände des Hofes eines sächsischen Edelings – deutet der Ortsname, der von den Baumstuken abgeleitet ist, die bei der Rodetätigkeit zurückblieben.

### Eingemeindungen
Im Zuge der Gebietsreform in Niedersachsen verlor die Gemeinde Niedernstöcken am 1. März 1974 ihre politische Selbständigkeit und wurde ein Stadtteil der Stadt Neustadt am Rübenberge.

### Einwohnerentwicklung
| Jahr | Einwohner | Quelle |
| ---- | --------- | ------ |
| 1768 | 352       | [ 5 ]  |
| 1852 | 473       | [ 5 ]  |
| 1910 | 473       | [ 6 ]  |
| 1925 | 468       | [ 7 ]  |
| 1933 | 450       | [ 7 ]  |
| 1939 | 462       | [ 7 ]  |
| 1950 | 801       | [ 8 ]  |
| 1956 | 652       | [ 8 ]  |
| 1961 | 0562 ¹    | [ 4 ]  |

| Jahr | Einwohner | Quelle |
| ---- | --------- | ------ |
| 1970 | 0504 ²    | [ 4 ]  |
| 1973 | 512       | [ 9 ]  |
| 2006 | 630       |        |
| 2016 | 509       | [ 1 ]  |
| 2018 | 466       | [ 1 ]  |
| 2020 | 463       | [ 10 ] |
| 2023 | 469       | [ 11 ] |
| 2024 | 451       | [ 2 ]  |

¹ Volkszählungsergebnis vom 6. Juni

² Volkszählungsergebnis vom 27. Mai

## Politik

### Ortsrat
Der gemeinsame Ortsrat von Mandelsloh, Amedorf, Brase/Dinstorf, Evensen, Lutter, Niedernstöcken, Stöckendrebber und Welze setzt sich aus drei Ratsfrauen und acht Ratsherren zusammen. Im Ortsrat befinden sich zusätzlich 19 beratende Mitglieder.
Sitzverteilung:
- SPD: 4 Sitze
- CDU: 3 Sitze
- UWG-NRÜ: 3 Sitze
- Piraten: 1 Sitz

(Stand: Kommunalwahl 11. September 2016)

### Ortsbürgermeister
Der Ortsbürgermeister ist Günter Hahn (UWG NRÜ). Sein Stellvertreter ist Tillmann Zietz (CDU).

### Wappen
Der Entwurf des Kommunalwappens von Niedernstöcken stammt von dem Heraldiker und Wappenmaler Gustav Völker, der zahlreiche Wappen in der Region Hannover erschaffen hat. Die Genehmigung des Wappens wurde durch den Regierungspräsidenten in Hannover am 29. März 1967 erteilt.
| Wappen von Niedernstöcken | Blasonierung: „In Grün ein silberner Wellenbalken, oben ein silberner Stucken, unten ein einfacher, nach rechts gewendeter, goldener Pflugsterz mit silberner Pflugschar und Voreisen.“ |
| Wappen von Niedernstöcken | Wappenbegründung: Die Gemeinde liegt unmittelbar am Unterlauf des Leineflusses und ist bis heute eine rein landwirtschaftliche Ansiedlung geblieben. Das Leinetal, früher von großen Eichenwäldern bedeckt, wurde nach und nach durch Rodungen urbar gemacht. Bekannt ist, dass die letzten Eichen um das Jahr 1800 gefällt wurden. Der alte Ortsname Stockem, in Urkunden so erwähnt, deutet auf Waldreichtum und Rodung hin und wurde erst um 1600 in Niedernstöcken umbenannt. In dem Wappen wird die vorerwähnte Lage und Entwicklung des Ortes sowie die Deutung des Ortsnamens zum Ausdruck gebracht. |

## Kultur und Sehenswürdigkeiten

### Bauwerke
Die St.-Gorgonius-Kirche, 1843 erbaut, ist eine klassizistische Hallenkirche. Der Konsistorialbaumeister Ludwig Hellner schuf sie als Saalkirche in dem für ihn charakteristischen Stil. Der Kirchturm aus Raseneisenstein stammt schon von der Vorgängerkirche aus dem 13. Jahrhundert. Im Innern befindet sich hinter einem älteren Gehäuse von 1843 eine fast gänzlich original erhaltene, pneumatische Furtwängler & Hammer - Orgel aus dem Jahr 1912.